# ساحة المرفأ (بيروت)

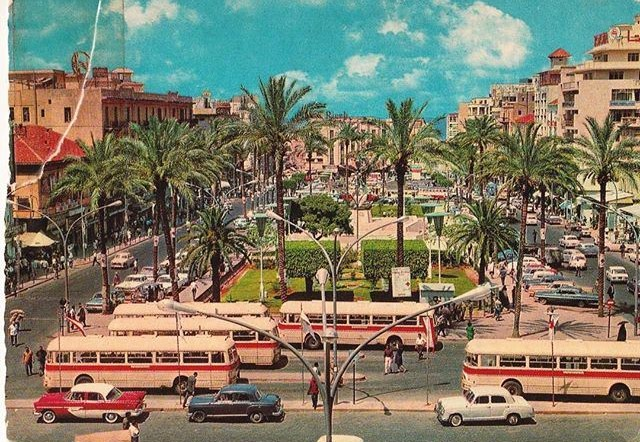

ساحة المرفأ هي ساحة في بيروت، لبنان.

## نظرة عامة
نشأ ميناء بيروت كميناء طبيعي محمي من قبل رأس بيروت. تطور الميناء في العصر العثماني، وتم توسيعه خلال عهد الانتداب والاستقلال الفرنسي.

## أعمال بناء
نشأ ميناء بيروت كميناء طبيعي محمي من قبل رأس بيروت. منذ حوالي عام 2500 قبل الميلاد، عمل سكان تل على حجر الأساس لإنشاء أول مرافق الميناء، مما يسمح بسحب القوارب الصغيرة إلى الشاطئ، في حين ترسو السفن الأكبر في أمان نسبي. على مر السنين، تطور المرفأ ببطء حتى ثلاثينيات القرن التاسع عشر، عندما بدأ إبراهيم باشا أول مشروع للميناء عن طريق إنشاء حوض مغلق للولاعات. على الرغم من أن افتتاح خان أنطون بك في عام 1853 أدى إلى بعض التحديث لميناء بيروت، إلا أن التوسع السريع في التجارة البحرية بعد بناء قناة السويس (1859-1871) دعا إلى استجابة أكثر طموحًا. في عام 1887، بعد سنوات من المفاوضات وبدعم من المستثمرين الفرنسيين، تم منح إذن لتوسيع وتحديث الميناء. في عام 1888، تم تأسيس 'الشركة الإمبراطورية العثمانية للميناء، الأرصفة والمستودعات في بيروت' في باريس. كان الجدار العثماني الناتج بمثابة إنجاز هندسي كبير في يومه. تحت الانتداب الفرنسي، امتدت رصيف جديد للجدار العثماني لمسافة 800 متر في البحر، مما أدى إلى إنشاء أكبر ميناء في شرق البحر المتوسط. طوال القرن العشرين، حافظت بيروت على احتكارها لتجارة النقل البحري، بينما تم إضافة حوضين آخرين إلى مجمع الميناء.

## التاريخ
نشأ ميناء بيروت كميناء طبيعي محمي من قبل رأس بيروت. يوفر هذا الإعداد للسفن الشراعية سهولة الوصول والمأوى من الرياح الجنوبية الغربية. منذ حوالي عام 2500 قبل الميلاد، عمل سكان تل على حجر الأساس لإنشاء أول مرافق الميناء، مما يسمح بسحب القوارب الصغيرة إلى الشاطئ، في حين ترسو السفن الأكبر في أمان نسبي. في الفترتين الكنعانية والفينيقية، تم تشييد ميناءين من مداخل صخرية بالقرب من تل القديمة. يوفر الميناء المحمي بشكل جيد إلى الشمال الشرقي وحوض طبيعي محمي جنوب غرب من جرف القلعة مرساة آمنة في أي ظروف الرياح تقريبا. كلاهما لا يزال موجودا في العصر الهلنستي. قام المهندسون الرومانيون بتوسيع الحوض الغربي بجدران بحرية خرسانية، وامتد الميناء في منتصف الطريق إلى منطقة Foch-A l l e n b y الحديثة. في وقت لاحق، في القرن السابع عشر، لم تتمكن السفن الأكبر من دخول الحوض. كان عليهم شحن شحناتهم إلى الشاطئ في الولاعات أو بوارج صغيرة. في الثلاثينيات من القرن التاسع عشر، بدأ إبراهيم باشا أول مشروع للميناء عن طريق إنشاء حوض مغلق للولاعات، بجانب رصيف الميناء الجنوبي. على الرغم من أن افتتاح خان أنطون بك في عام 1853 أدى إلى بعض التحديث لميناء بيروت، إلا أن التوسع السريع في التجارة البحرية بعد بناء قناة السويس (1859-1871) دعا إلى استجابة أكثر طموحًا. في عام 1879، طلبت بلدية بيروت قرارًا خاصًا من السلطات العثمانية في إسطنبول لتوسيع الميناء وتحديثه. في عام 1887، بعد سنوات من المفاوضات وبدعم من المستثمرين الفرنسيين، تم منح الإذن بذلك. في عام 1888، تم تأسيس 'الشركة الإمبراطورية العثمانية للميناء، الأرصفة والمستودعات في بيروت. 
كان الجدار العثماني الناتج الذي أحاط بالحوض الأول والموانئ السابقة بمثابة إنجاز هندسي كبير في عصره. تحت الانتداب الفرنسي، امتدت رصيف جديد للجدار العثماني لمسافة 800 متر في البحر، مما أدى إلى إنشاء أكبر ميناء في شرق البحر المتوسط. طوال القرن العشرين، حافظت بيروت على احتكارها لتجارة النقل البحري، بينما تم إضافة حوضين آخرين إلى مجمع الميناء.

## الجدول الزمني
- حوالي 2500 قبل الميلاد: إنشاء أول مرافق الميناء.
- ثمانينيات القرن التاسع عشر: بدء أول مشروع للميناء بواسطة إبراهيم باشا.
- 1853: افتتاح خان أنطون بك مما أدى إلى بعض التحديث لميناء بيروت
- 1859-1871: دعا التوسع في التجارة البحرية بعد إنشاء قناة السويس إلى مشروع تحديث أكثر طموحًا داخل الميناء.
- 1879: طلبت بلدية بيروت قرارًا خاصًا من السلطات العثمانية في إسطنبول لتوسيع الميناء وتحديثه.
- 1887: تم منح إذن لتوسيع وتحديث الميناء.
- 1888: تأسيس «ميناء الإمبراطورية العثمانية لشركة الميناء، الأرصفة والمستودعات في بيروت» في باريس